# Церква Різдва Івана Хрестителя (Зеленче)
Церква Різдва Івана Хрестителя в Зеленчому — парафія і храм греко-католицької громади Теребовлянського деканату Тернопільсько-Зборівської архієпархії Української греко-католицької церкви в селі Зеленче Тернопільського району Тернопільської области.

## Історія церкви
У селі зберігся колишній Святоспаський монастир отців Василіян, пам'ятка архітектури XVI століття. Внаслідок йосифінської редукції монастирів ЧСВВ його закрили 1 січня 1789 року.
До 1946 року парафія належала до Української Греко-Католицької Церкви. Її відновлення в лоні УГКЦ відбулося 14 березня 1993 року, коли розпочалися перші богослужіння в мурах напівзруйнованого монастирського храму.
Церкву було відбудовано у 1999 році. У 2005 році владика Михаїл Сабрига освятив її та постійний престол. Жертводавцями були сам владика Михаїл Сабрига, жителі села та підприємці Тернопільщини. У храмі знаходиться копія чудотворної Теребовлянської Матері Божої, оригінал якої зберігається в соборі святого Юра у Львові.
Останню єпископську візитацію здійснив владика Михаїл Сабрига у 2005 році. Парафія є відпустовим місцем на храмовий празник Різдва Івана Хрестителя 7 липня.
При парафії діють:
- Церковне братство і сестринство.
- Вівтарна та Марійська дружини.
- Братство Матері Божої Неустанної Помочі.

На території парафії встановлено хрест на подяку за скасування панщини, пам'ятну фігуру трьох ангелів, що символізують віру, надію та любов, а також велику фігуру Матері Божої.

## Парохи
- ігумен о. Дионизій Олександрович (до 1945),
- о. Парфеній Ламиновський (до 1945),
- о. Ігор Сип'як (з 2001).